# Bulbul-de-garganta-amarela
O bulbul-de-garganta-amarela (Pycnonotus xantholaemus) é uma espécie de pássaro canoro da família Pycnonotidae, pertencente à ordem dos Passeriformes. Essa espécie é endêmica do sul da península indiana. Habita áreas de matagal em colinas rochosas e íngremes, muitas das quais estão ameaçadas pela extração de granito. Pode ser confundido apenas com o bulbul-de-sobrancelha-branca [en], com o qual sua distribuição se sobrepõe, mas distingue-se claramente pela cabeça e garganta amarelas, além do ventre também amarelo. Seus chamados são muito semelhantes aos do bulbul-de-sobrancelha-branca.

## Taxonomia e sistemática
O bulbul-de-garganta-amarela foi originalmente descrito por Thomas C. Jerdon no gênero Brachypus (sinônimo de Pycnonotus) e posteriormente reclassificado no gênero Ixos. Desde então, foi reclassificado no gênero Pycnonotus. O nome alternativo bulbul-de-orelha-amarela não deve ser confundido com a espécie de mesmo nome, Pycnonotus penicillatus [en]. O termo "bulbul-de-garganta-amarela" também é usado como nome alternativo para o Chlorocichla falkensteini.

## Descrição
Essa espécie de bulbul, sem crista, tem o dorso cinza-oliva, garganta amarela, coberteiras inferiores da cauda e pontas da cauda também amarelas. A cabeça é lisa, enquanto o peito e o ventre apresentam um leve tom acinzentado. A espécie mais semelhante é o bulbul-de-sobrancelha-branca, mas este possui uma sobrancelha branca e não tem a garganta amarela. Machos e fêmeas têm plumagem semelhante.

## Distribuição e habitat
O habitat dessa espécie inclui colinas rochosas cobertas por matagais, principalmente nos Gates Orientais e no centro da península indiana, mas também em algumas áreas dos Gates Ocidentais. Sua distribuição é bastante fragmentada, com populações muito localizadas, o que torna os habitats montanhosos uma preocupação especial para conservação. Muitas dessas florestas de colinas estão ameaçadas por extração de granito, incêndios florestais e pastoreio. A espécie desapareceu de muitos locais onde era anteriormente conhecida.
Locais conhecidos incluem as Colinas Nandi [en], Colinas Horsley [en], Gingee [en], Yercaud [en] e as Colinas Biligiriranga [en]. Também é observado em partes dos Gates Ocidentais, como os Anamalais. Acredita-se que seu limite norte esteja na cordilheira Nallamala, mas suspeita-se que a espécie possa se estender até os Gates Orientais do norte, em Orissa.

## Comportamento e ecologia
Essa ave é geralmente tímida e fica escondida no matagal, sendo detectada principalmente por suas súbitas explosões de chamados cacarejantes, muito semelhantes aos do bulbul-de-sobrancelha-branca. Alimenta-se de insetos e frutos silvestres de várias espécies de plantas de matagal, como Lantana camara, Flueggea leucopyrus [en],  Zanthoxylum asiaticum, Erythroxylon monogynum, Solanum indicum, Santalum album, Ziziphus, Ficus benghalensis, F. nervosa [en], F. montana [en], Psydrax dicoccos [en] e Phyllanthus reticulata.

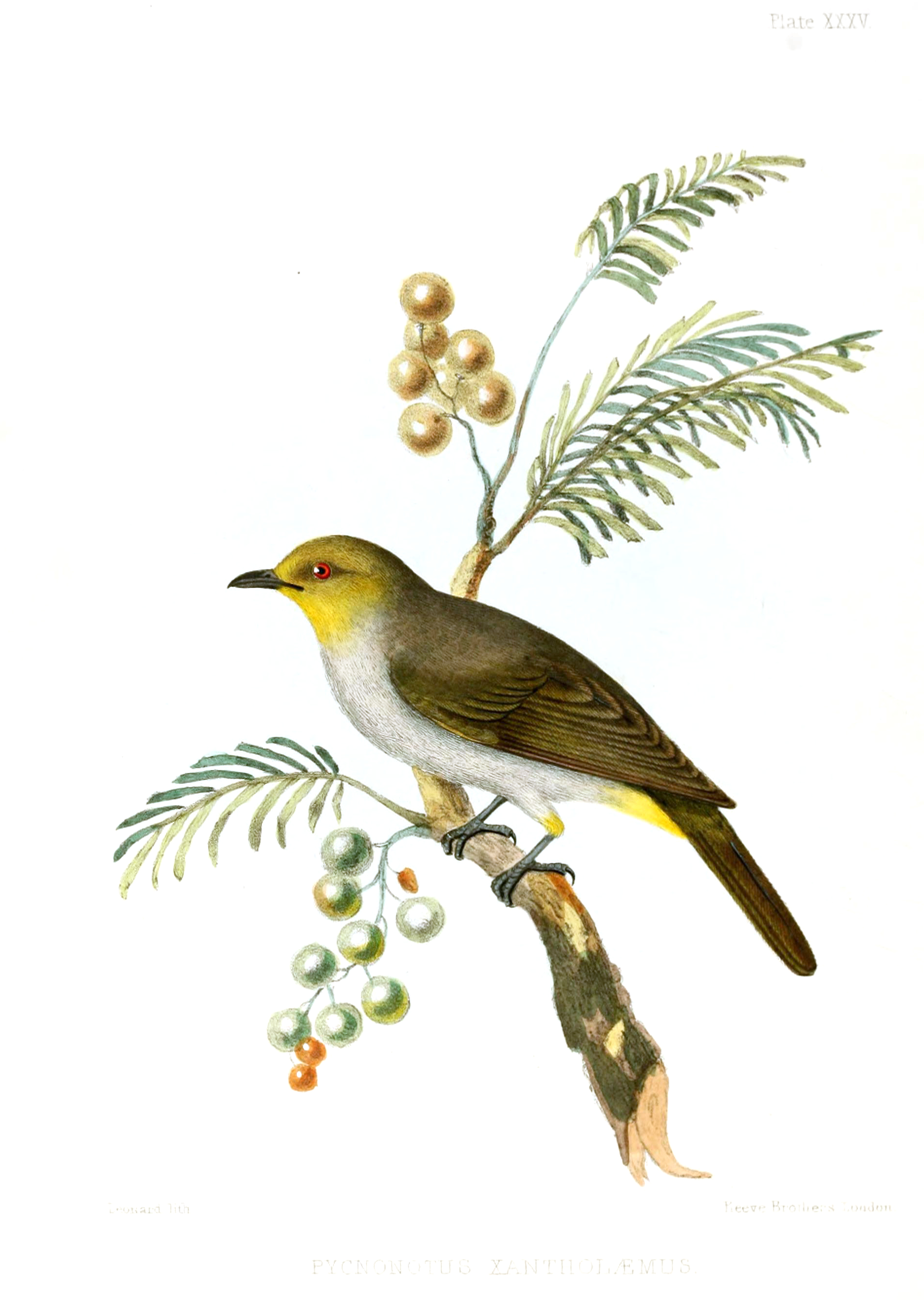
Ilustração de 1847

Durante as tardes quentes e na estação seca, visita poças d'água para beber e se banhar.
A temporada de reprodução ocorre de junho a agosto. O ninho é construído na forquilha de uma pequena árvore. São postos dois ovos, que eclodem em 20 dias, com os filhotes deixando o ninho 13 dias depois.